# Iomys sipora
Espèce
Statut de conservation UICN

 EN B1ab(ii,iii) : En danger
Iomys sipora est une espèce de rongeurs de la famille des Sciuridés. Cet écureuil volant est endémique d'Indonésie.